# Патуљаста галаксија
Патуљаста галаксија је мала галаксија која може имати до неколико милијарди звезда, што је мали број у поређењу са 200-400 милијарди звезда колико има наш Млечни пут. Велики Магеланов облак, који садржи преко 30 милијарди звезда, понекад се класификује као патуљаста галаксија док га други сматрају за стандардну галаксију која кружи око Млечног пута.
У локалној групи има много патуљастих галаксија: ове мале галаксије често круже око већих, као што су Млечни пут, Андромеда и Триангулум. Млечни пут има 14 познатих сателитних патуљастих галаксија. Погледајте чланак Млечни пут за више информација.
Патуљасте галаксије се јављају у више различитих морфологија:
- Елиптичка галаксија: патуљаста елиптичка галаксија (ознака dE) и њен подтип - патуљаста сфероидна галаксија (ознака ).
- Неправилна галаксија: патуљаста неправилна галаксија (ознака ).
- Спирална галаксија: патуљаста спирална галаксија.

## Формирање
Једна теорија наводи да се већина галаксија, укључујући патуљасте галаксије, формирају у вези са тамном материјом или из гаса који садржи метале. Међутим, NASA-ина свемирска сонда Галактички еволуциони истраживач идентификовала је нове патуљасте галаксије које се формирају од гасова ниске металности. Ове галаксије су се налазиле у Лавовом прстену, облаку водоника и хелијума око две масивне галаксије у сазвежђу Лава.
Због њихове мале величине, примећено је да патуљасте галаксије привлаче и цепају суседне спиралне галаксије, што доводи до звезданих токова и на крају спајања галаксија.

## Локалне патуљасте галаксије
У Локалној Групи има много патуљастих галаксија; ове мале галаксије често круже око већих галаксија, као што су Млечни пут, галаксија Андромеда и галаксија Троугао. Једна публикација из 2007. године сугерише да су многе патуљасте галаксије створене галактичким плимама током раних еволуција Млечног пута и Андромеде. Плимне патуљасте галаксије настају када се галаксије сударе и њихове гравитационе масе међусобно делују. Токови галактичког материјала повлаче се од матичних галаксија и ореола тамне материје који их окружују. Једна студија из 2018. сугерише да су се неке локалне патуљасте галаксије формирале изузетно рано, током мрачног доба, у првих милијарду година након великог праска.
Више од 20 познатих патуљастих галаксија кружи око Млечног пута, а недавна запажања су такође навела астрономе да верују да је највеће глобуларно јато у Млечном путу, Омега Кентаури, заправо језгро патуљасте галаксије са црном рупом на свом центар, коју је својевремено апсорбовао Млечни пут.

## Уобичајени типови
- Елиптична галаксија: патуљаста елиптична галаксија (dE)
- Патуљаста сфероидална галаксија (dSph): Некада подтип патуљастих елиптичних, сада се сматра посебним типом
- Неправилна галаксија: патуљаста неправилна галаксија (dIrr)
- Спирална галаксија: патуљаста спирална галаксија (dS)[10]
- Патуљци Магеланског типа
- Плаве компактне патуљасте галаксије (погледајте одељак испод)
- Ултра-компактне патуљасте галаксије (погледајте одељак испод)

## Плаве компактне патуљасте галаксије
У астрономији, плава компактна патуљаста галаксија (BCD галаксија) је мала галаксија која садржи велика јата младих, врућих, масивних звезда. Ове звезде, од којих су најсјајније плаве, узрокују да сама галаксија изгледа плаве боје. Већина BCD галаксија је такође класификована као патуљасте неправилне галаксије или као патуљасте лентикуларне галаксије. Пошто се састоје од звезданих јата, BCD галаксије немају уједначен облик. Оне интензивно троше гас, због чега њихове звезде постају веома насилне приликом формирања.
BCD галаксије се хладе у процесу формирања нових звезда. Све звезде галаксија се формирају у различитим временским периодима, тако да галаксије имају времена да се охладе и да изграде материју како би формирале нове звезде. Како време пролази, ова формација звезда мења облик галаксија.
Оближњи примери укључују NGC 1705, NGC 2915, NGC 3353 и UGCA 281.

## Ултра-бледе патуљасте галаксије
Ултра-бледе патуљасте галаксије (UFD) су класа галаксија које садрже од неколико стотина до сто хиљада звезда, што их чини најслабијим галаксијама у свемиру. Галаксије ове класе по изгледу подсећају на глобуларне кластере (GC), али имају веома различита својства. За разлику од глобуларних кластера, UFD галаксије садрже значајну количину тамне материје и проширени су. UFD су први пут откривени појавом дигиталних истраживања неба 2005. године, посебно Слоанским дигиталним небеским прегледом (SDSS).
UFD галаксије су најпознатији системи у којима доминира тамна материја. Астрономи верују да UFD кодирају вредне информације о раном свемиру, пошто су сви до сада откривени UFD-ови древни системи који су се вероватно формирали веома рано, само неколико милиона година након Великог праска и пре епохе рејонизације. Недавни теоријски радови су поставили хипотезу о постојању популације младих UFD-а који се формирају много касније од старих UFD-а. Ове галаксије до сада нису примећене у нашем свемиру.